# Джек Дрейпер
Джек Дрейпер (англ. Jack Draper) —  британський тенісист.
Дрейфер правша, але грає лівою рукою. 

## Фінали турнірів ATP

### Одиночний розряд: 7 (3 титули, 4 поразки)
| Легенда                       |
| ----------------------------- |
| Турніри Великого шолома (0–0) |
| ATP Finals (0–0)              |
| ATP Masters 1000 (1–1)        |
| ATP 500 (1–1)                 |
| ATP 250 (1–2)                 |

| За поверхнею |
| ------------ |
| Хард (2–3)   |
| Грунт (0–1)  |
| Трава (1–0)  |

| Фінали за умовами |
| ----------------- |
| Під небом (1–2)   |
| В залі (2–2)      |

| Результат | В–П | Дата     | Турнір                            | Статус           | Поверхня    | Opponent          | Рахунок            |
| --------- | --- | -------- | --------------------------------- | ---------------- | ----------- | ----------------- | ------------------ |
| Поразка   | 0–1 | Лис 2023 | Sofia Open, Болгарія              | ATP 250          | Хард (з)    | Адріан Маннаріно  | 6–7(6–8), 6–2, 3–6 |
| Поразка   | 0–2 | Січ 2024 | Adelaide International, Australia | ATP 250          | Хард        | Іржи Легечка      | 6–4, 4–6, 3–6      |
| Перемога  | 1–2 | Чер 2024 | Stuttgart Open, Germany           | ATP 250          | Трава       | Маттео Берреттіні | 3–6, 7–6(7–5), 6–4 |
| Перемога  | 2–2 | Жов 2024 | Erste Bank Open                   | ATP 500          | Тверде (i)  | Карен Хачанов     | 6–4, 7–5           |
| Поразка   | 2–3 | Лют 2025 | Qatar ExxonMobil Open             | ATP 500          | Тверде      | Андрій Рубльов    | 7–5, 5–7, 6–1      |
| Перемога  | 3–3 | Бер 2025 | BNP Paribas Open                  | ATP Masters 1000 | Тверде      | Гольгер Руне      | 6–2, 6–2           |
| Поразка   | 3–4 | Кві 2025 | Mutua Madrid Open                 | ATP 1000         | Ґрунт (red) | Каспер Рууд       | 7–5, 3–6, 6–4      |

## Фінали турнірів ATP Challenger
| Результат | В–П | Дата     | Турнір             | Статус     | Поверхня | Opponent          | Рахунок             |
| --------- | --- | -------- | ------------------ | ---------- | -------- | ----------------- | ------------------- |
| Перемога  | 1–0 | Січ 2022 | Форлі, Італія      | Challenger | Хард (з) | Джей Кларк        | 6–3, 6–0            |
| Перемога  | 2–0 | Лют 2022 | Форлі, Італія (2)  | Challenger | Хард (з) | Тім ван Райтговен | 6–1, 6–2            |
| Перемога  | 3–0 | Лют 2022 | Forli, Italy (3)   | Challenger | Хард (з) | Александер Рішар  | 3–6, 6–3, 7–6(10–8) |
| Перемога  | 4–0 | Кві 2022 | Сен-Бріек, Франція | Challenger | Хард (з) | Зізу Бергс        | 6–2, 5–7, 6–4       |
| Поразка   | 4–1 | Жов 2023 | Орлеан, Франція    | Challenger | Хард (з) | Томаш Махач       | 4–6, 6–4, 3–6       |
| Перемога  | 5–1 | Лис 2023 | Бергамо, Італія    | Challenger | Хард (з) | Давід Гоффен      | 1–6, 7–6(7–3), 6–3  |

## Фінали юніорських мейджорів

### Одиночний розряд: 1 фінал
| Результат | Рік  | Турнір    | Поверхня | Супротивник   | Рахунок            |
| --------- | ---- | --------- | -------- | ------------- | ------------------ |
| Поразка   | 2018 | Wimbledon | Трава    | Цен Чзуньсінь | 1–6, 7–6(7–2), 4–6 |